# Stotts City (Misuri)
Stotts City es una ciudad ubicada en el condado de Lawrence en el estado estadounidense de Misuri. En el Censo de 2010 tenía una población de 220 habitantes y una densidad poblacional de 165,9 personas por km².

## Geografía
Stotts City se encuentra ubicada en las coordenadas 37°6′6″N 93°56′54″O / 37.10167, -93.94833. Según la Oficina del Censo de los Estados Unidos, Stotts City tiene una superficie total de 1.33 km², de la cual 1.33 km² corresponden a tierra firme y (0%) 0 km² es agua.

## Demografía
Según el censo de 2010, había 220 personas residiendo en Stotts City. La densidad de población era de 165,9 hab./km². De los 220 habitantes, Stotts City estaba compuesto por el 93.18% blancos, el 0.91% eran afroamericanos, el 0.45% eran amerindios, el 0% eran asiáticos, el 0% eran isleños del Pacífico, el 3.18% eran de otras razas y el 2.27% pertenecían a dos o más razas. Del total de la población el 5.91% eran hispanos o latinos de cualquier raza.